# Wannanozaur
Wannanozaur (łac. Wannanosaurus yansiensis) – mały dinozaur z rodziny pachycefalozaurów (Pachycephalosauridae).

## Nazwa
Wannanosaurus oznacza „jaszczur z Wannano”, nazwa ta pochodzi od miejsca odnalezienia.

## Wielkość
Długość ciała ok. 60 cm – 1m (jeden z najmniejszych dinozaurów). Jego kość udowa mierzyła zaledwie 8cm.

## Pożywienie
Jak większość pachycefalozaurów, był on prawdopodobnie spokojnym na co dzień roślinożercą żywiącym się wśród niskiej roślinności. aczkolwiek wykluczyć nie można, iż jego łupem padały co jakiś czas owady lub inne małe bezkręgowce.

## Występowanie
Żył w późnej kredzie (ok. 80 mln lat temu, wiek kampan) na terenach Azji (dzisiejsze Chiny).

## Odkrycie
Jego szczątki znaleziono w Anhui w Chinach. Znany jest z pojedynczego niekompletnego szkieletu, zawierającego m.in. kości sklepienia czaszki i żuchwę, a także kończyny górne i dolne, część żebra. Specyficzna budowa odkrytej czaszki pozwala na klasyfikacją jako prymitywnego pachycefalozaura. choć może on też być rodzajem bardziej zaawansowanym ewolucyjnie, ale o cechach nieco innych niż większość zwierząt z jego grupy.
Małe rozmiary mogą dziwić, ale rozwinięte już zrośnięte kości czaszki sugerowały, iż pomimo niewielkiej postury był to osobnik dorosły.